# Ibiza (isola)

Bandiera di Ibiza

Ibiza (pronuncia italiana Ibìẓa, AFI: [iˈbiddza]; pronuncia spagnola: [iˈβiθa]; nome ufficiale in catalano Eivissa [əjˈβisə]), in forma italiana Iviza o, arcaico, Eviza (si veda il paragrafo Toponimia), è un'isola situata nel Mar Mediterraneo; appartiene politicamente alla Spagna e con Formentera è una delle due isole Pitiuse. Le sue città principali sono: Ibiza, Santa Eulària des Riu e Sant Antoni de Portmany.

## Toponimia

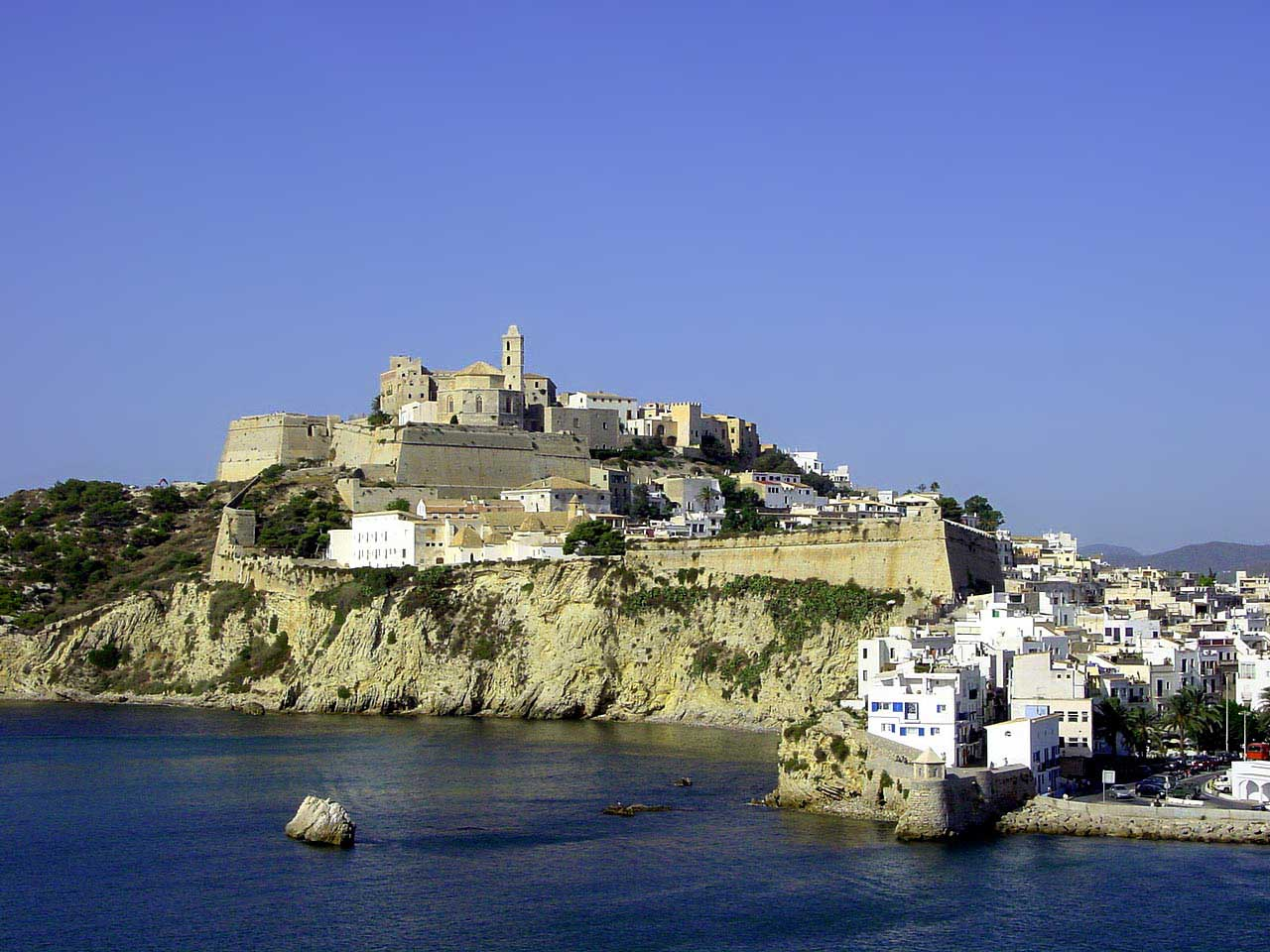
Centro storico della città di Ibiza.

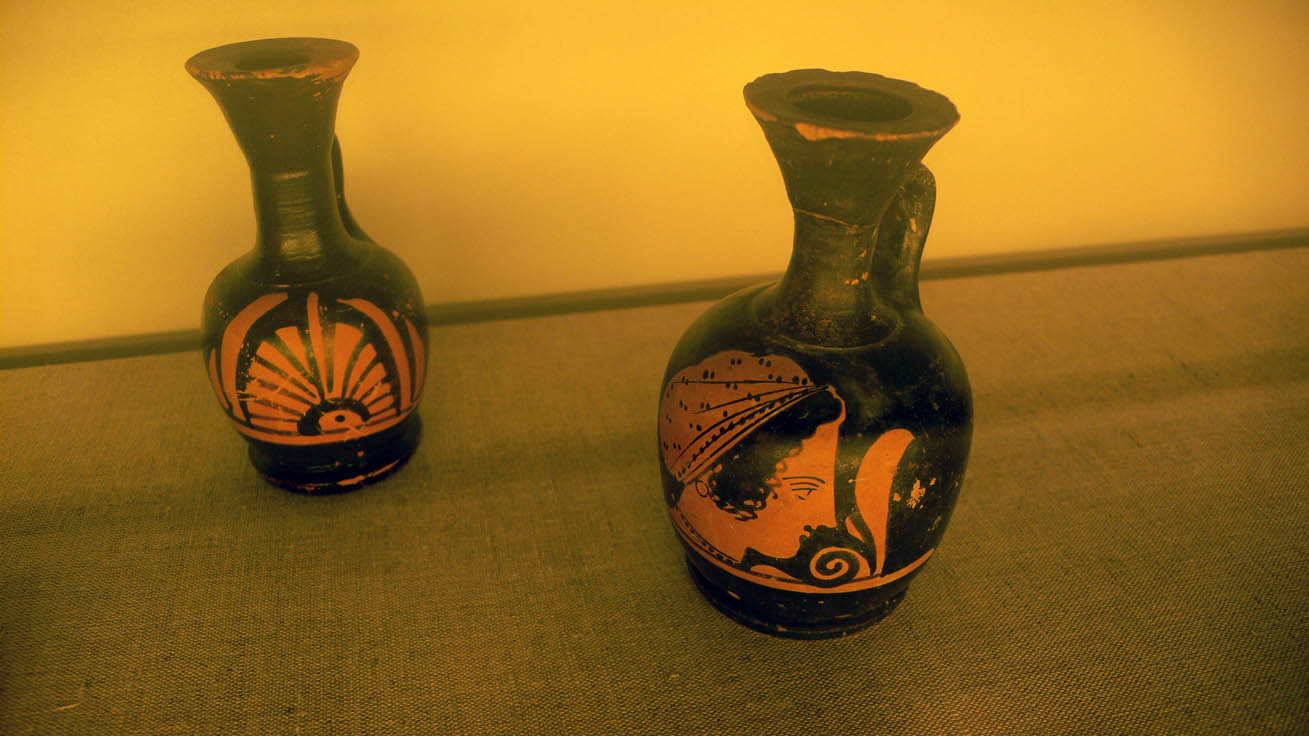
Ariballo greco antico trovato nella necropoli di Puig des Molins. Museo de Puig des Molins, Ibiza.

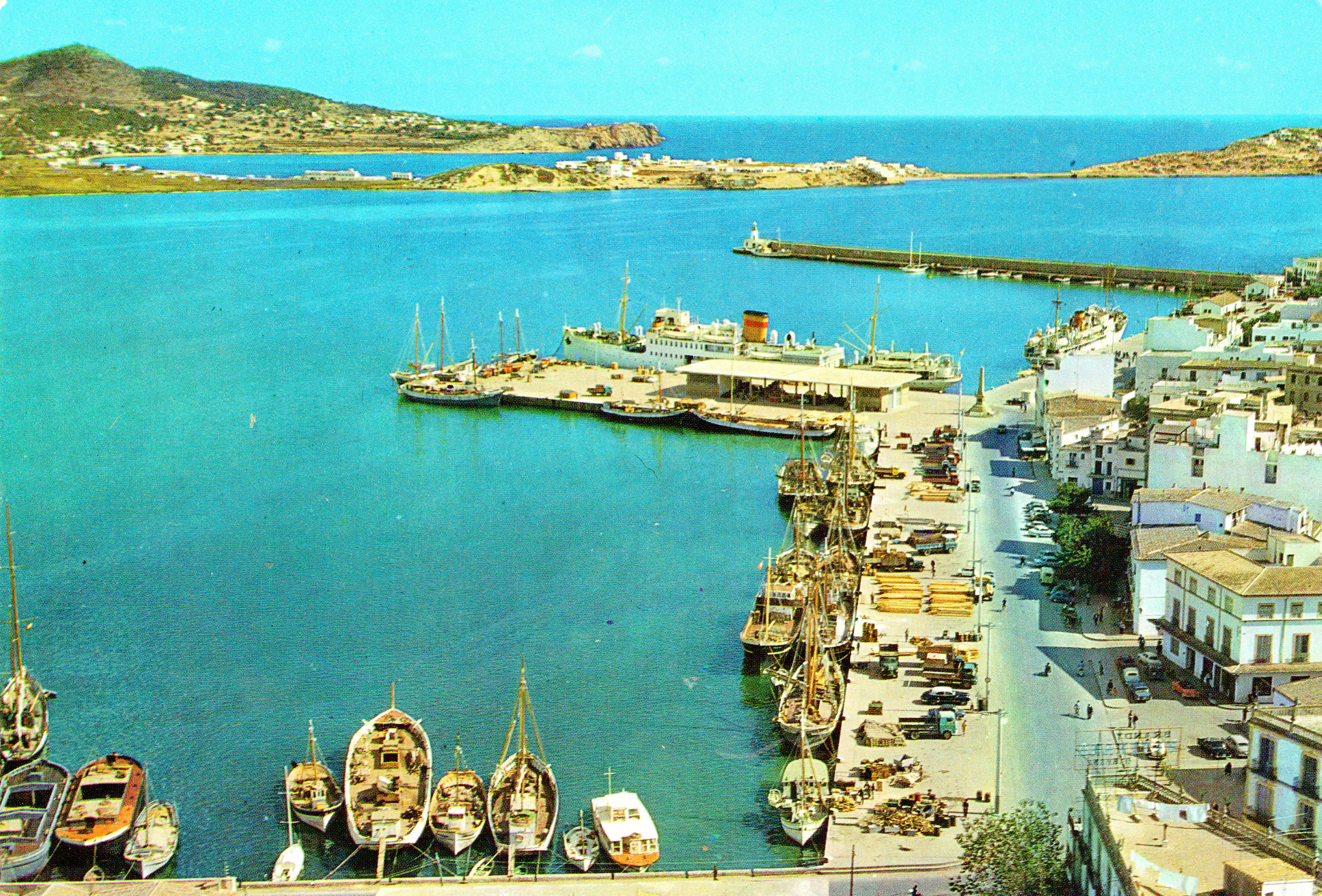
Porto di Ibiza nel 1965.

Eivissa (pronuncia locale [əjˈvisə], in catalano standard [əjˈβisə]) è la denominazione dell'isola in catalano, mentre in spagnolo essa è meglio conosciuta come Ibiza. Il nome italiano è Iviza (pron. [iˈviddza], in passato anche [ˈividdza]), in forma antica Eviza (pron. [eˈviddza]).

## Storia
Nel 654 a.C. coloni fenici fondarono un porto nelle isole Baleari, chiamandolo Ibossim. Divenne noto fra i Romani (che lo chiamarono Ebusus) per il suo vino, marmo e piombo. I greci, che arrivarono a Ibiza al tempo dei fenici, furono i primi a chiamare Ibiza e Formentera Πιτυοῦσσαι (Pityûssai, «isole coperte dai pini»). Con il declino fenicio dopo le invasioni assire, Ibiza passò sotto la protezione di Cartagine. L'isola produceva tinta, sale, garum e lana.
Nella caverna di Es Cuyrram fu eretto un tempio per le offerte alla dea Tanit. 
Il resto delle Baleari entrò nell'orbita commerciale di Eivissa dopo il 400 a.C. Ibiza divenne un notevole centro di traffici lungo le rotte del Mediterraneo. L'Iberia cominciò a stabilire le sue stazioni commerciali nella vicina Maiorca, da dove Cartagine reclutava come mercenari grandi quantità dei famosi frombolieri delle Baleari per le numerose guerre che combatteva.
Durante la seconda guerra punica l'isola fu assalita dai due fratelli Scipioni (Publio, padre dell'Africano, e Gneo Cornelio) nel 209 a.C. ma rimase fedele a Cartagine. Esauritasi la fortuna militare cartaginese sul continente iberico, Ibiza venne usata dal generale cartaginese Mago per radunare approvvigionamenti e uomini prima di navigare verso Minorca e quindi in Liguria. Ibiza riuscì a negoziare un trattato favorevole con i Romani che ne risparmiarono la distruzione e le permisero di sopravvivere con le sue istituzioni punico-cartaginesi fino ai giorni dell'Impero, quando divenne ufficialmente un municipio romano. Questo fece di Ibiza un luogo eccellente per studiare la civiltà punico-cartaginese ai giorni nostri, ma trasformò l'isola in un sonnolento avamposto imperiale, dato rimase distaccato dalle importanti rotte commerciali del tempo. L'isola fu conquistata da Giacomo I d'Aragona nel 1235. 
Durante il periodo franchista Ibiza entrò nel sistema nazionalista e dipendentista spagnolo. Vennero costruite varie fortificazioni contro i francesi e inglesi per evitare un'invasione in caso di entrata in guerra della Spagna a fianco dell'Asse.

## Geografia

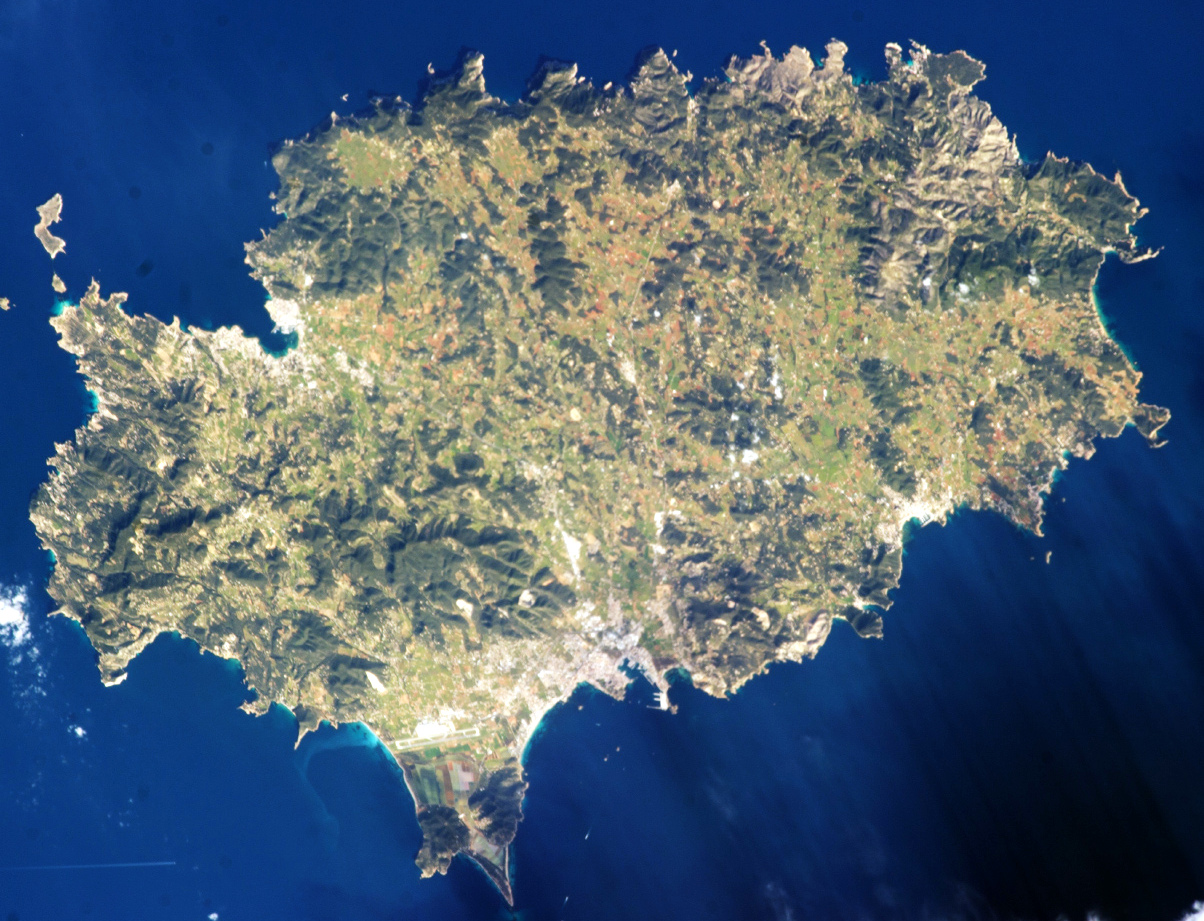
Foto satellitare (2013) mostra aree agricole e città: Ibiza (centrale in basso), Sant Antoni (in alto a sinistra) e Santa Eulària (in basso a destra). Le piste aeroportuali attraversano la punta meridionale dell'isola.

Ibiza fa parte dell'arcipelago delle Baleari, nonostante a volte viene distaccato da queste con Formentera e altri isolotti disabitati prendendo il nome di Isole Pitiuse. Occupa una superficie di 572 km² e al suo interno scorre un solo fiume, il Santa Eulalia del Río, l'unico delle Isole Baleari, che da qualche anno rimane secco per l'eccessivo sfruttamento delle falde acquifere dell'isola.
Il punto più alto dell'isola è la cima di Sa Talaiassa, a 475 m sul livello del mare.

### Clima
Il clima di Ibiza è mediterraneo, con temperature minime che in inverno raramente scendono sotto i 7 °C, le estati sono secche, con temperature medie da 20 °C a 25 °C nel periodo compreso da giugno a settembre.
| Parametri climatici medi di Ibiza | Parametri climatici medi di Ibiza | Parametri climatici medi di Ibiza | Parametri climatici medi di Ibiza | Parametri climatici medi di Ibiza | Parametri climatici medi di Ibiza | Parametri climatici medi di Ibiza | Parametri climatici medi di Ibiza | Parametri climatici medi di Ibiza | Parametri climatici medi di Ibiza | Parametri climatici medi di Ibiza | Parametri climatici medi di Ibiza | Parametri climatici medi di Ibiza | Parametri climatici medi di Ibiza |
| Mese                              | Gen                               | Feb                               | Mar                               | Apr                               | Mag                               | Giu                               | Lug                               | Ago                               | Set                               | Ott                               | Nov                               | Dic                               | Anno                              |
| --------------------------------- | --------------------------------- | --------------------------------- | --------------------------------- | --------------------------------- | --------------------------------- | --------------------------------- | --------------------------------- | --------------------------------- | --------------------------------- | --------------------------------- | --------------------------------- | --------------------------------- | --------------------------------- |
| Temperatura massima media (°C)    | 14                                | 15                                | 16                                | 18                                | 21                                | 25                                | 28                                | 29                                | 27                                | 23                                | 18                                | 16                                | 21                                |
| Temperatura minima media (°C)     | 7                                 | 7                                 | 9                                 | 11                                | 13                                | 17                                | 21                                | 21                                | 20                                | 16                                | 12                                | 12                                | 14                                |
| Giorni con precipitazioni         | 9                                 | 9                                 | 8                                 | 9                                 | 7                                 | 4                                 | 2                                 | 4                                 | 6                                 | 9                                 | 9                                 | 9                                 | 85                                |
| Fonte: weatherbase.com            |                                   |                                   |                                   |                                   |                                   |                                   |                                   |                                   |                                   |                                   |                                   |                                   |                                   |

## Amministrazione

I 5 comuni

Ibiza fa parte amministrativamente della comunità autonoma delle Isole Baleari, la cui capitale è Palma, sull'isola di Maiorca.
Ibiza comprende 5 comuni delle Baleari. In senso orario dalla costa sud, questi sono:
| Comune                                                  | Superficie (km²) | Popolazione 1º novembre 2001 | Popolazionestimata 1º gennaio 2010 |
| ------------------------------------------------------- | ---------------- | ---------------------------- | ---------------------------------- |
| Sant Josep de sa Talaia (spagnolo: San José)            | 159,4            | 14 267                       | 22 871                             |
| Sant Antoni de Portmany (spagnolo: San Antonio Abad)    | 126,8            | 15 081                       | 22 136                             |
| Sant Joan de Labritja (spagnolo: San Juan Bautista)     | 121,7            | 4 094                        | 5 477                              |
| Santa Eulària des Riu (spagnolo: Santa Eulalia del Río) | 153,6            | 19 808                       | 32 637                             |
| Vila d'Eivissa (Ibiza)                                  | 11,1             | 34 826                       | 49 516                             |
| Totale                                                  | 572,6            | 88 076                       | 132 637                            |

Al censimento del 2001 questi comuni avevano una popolazione totale di 88 076 abitanti, che era salito a una cifra stimata di 132 637 entro l'inizio del 2010, e hanno una superficie di 572,56 km².

## Lingua
Eivissenc è il dialetto nativo del catalano che si parla a Ibiza e la vicina Formentera. Inoltre, a causa dell'influenza del turismo o residenti stranieri, sono diffuse altre lingue come il tedesco, l'inglese e l'italiano.

## Trasporti

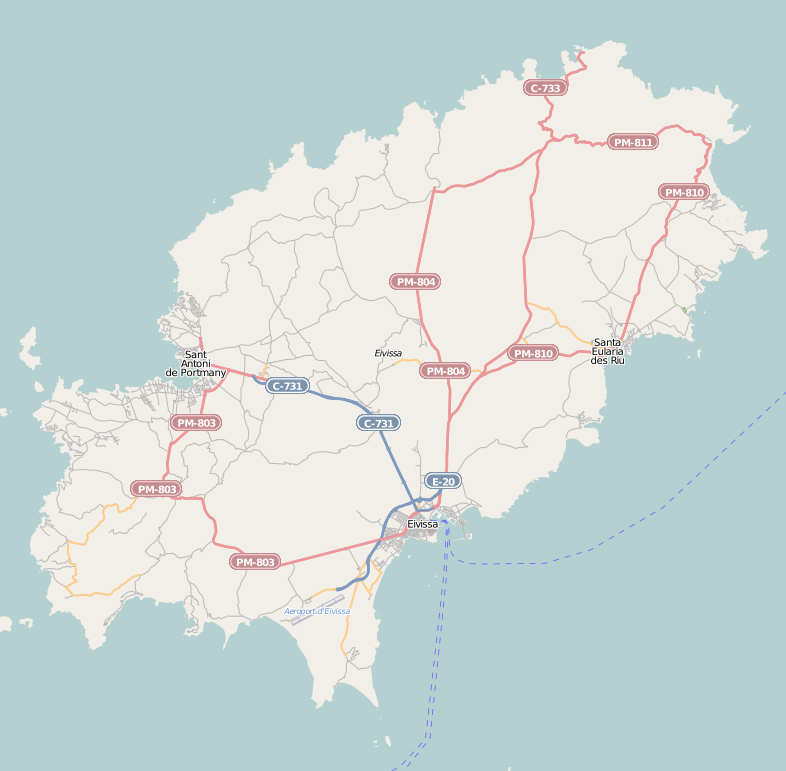
Mappa delle strade e l'aeroporto di Ibiza (punta sud) e linee di navigazione

### Collegamenti aerei
L'Aeroporto di Ibiza si trova a 7 km dalla città di Ibiza e dispone di un solo terminale. Viene utilizzato dalle compagnie low cost per voli nazionali, internazionali e intercontinentali. In aeroporto si trovano servizi aeroportuali (ufficio di cambio). Mezzi pubblici da/per l'aeroporto prevedono bus, taxi, autonoleggi, vetture con autista. La linea Bus 10 collega l'aeroporto direttamente al porto principale dell'isola da dove è possibile imbarcarsi per Formentera.

### Collegamenti marittimi
L'isola di Ibiza è collegata anche tramite linee di traghetti esse partono dal porto di Sant Antoni e Ibiza Città per Barcellona, Maiorca, Dénia e Valencia. Ci sono anche traghetti per Formentera dal porto di Sant Antoni (normalmente ogni mercoledì), e tutti i giorni dalle città di Ibiza, Santa Eulalia e Figueretes-Platja d'en Bossa.

### Trasporto locale
Diversi autobus pubblici viaggiano anche tra Sant Antoni e Ibiza Città ogni 15 minuti in estate e ogni mezz'ora in inverno. In aggiunta, ci sono autobus da Sant Antoni a Cala Bassa, Cala Conta e Cala Tarida, e per l'aeroporto. Da Ibiza ci sono autobus per la Platja d'en Bossa, Ses Salines, l'aeroporto, e Santa Eulària.

## Turismo

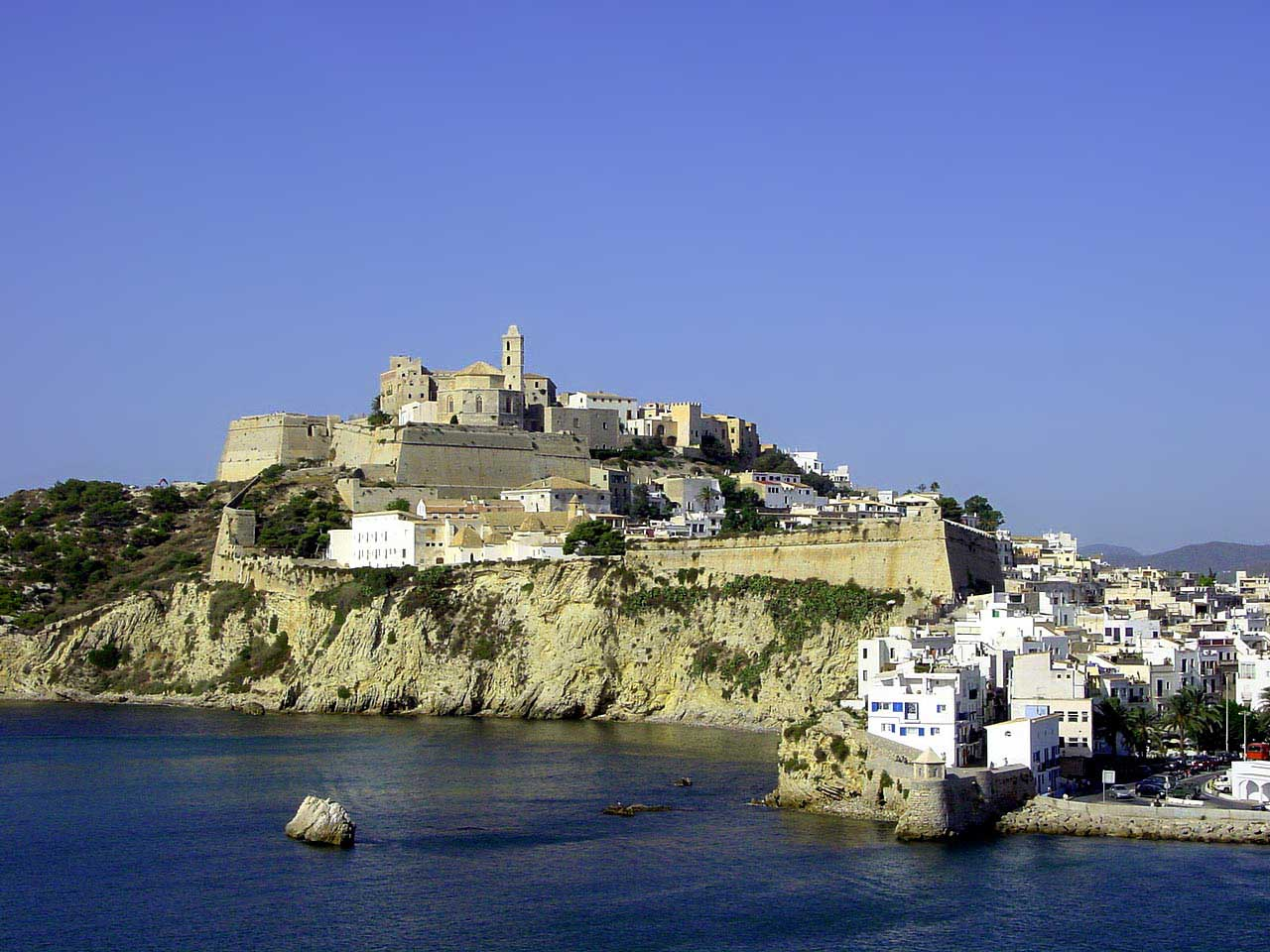
La città di Ibiza, in lontananza la cattedrale

Ibiza è una destinazione turistica molto popolare soprattutto tra i giovani, grazie al mare cristallino e per la vita notturna concentrata maggiormente in due zone: da una parte nel capoluogo dell'isola e dall'altra a Sant Antoni de Portmany.
Numerose le discoteche e i club, tra i più famosi ci sono il Privilege, Amnesia (famoso per i suoi schiuma-party), l'HI (il recente sostituto dello Space), il Pacha (che ha 22 altri club sparsi per il mondo), il DC10, l'Ushuaïa... Numerosi anche i bar sulla spiaggia ad esempio Bora Bora, Nassau Beach Club a Platja d'en Bossa, Cotton beach club a Cala Tarida, il Blue Marlin a Cala Jondal... Sempre a Ibiza da citare il Café Mambo, suggestivo locale di Sant Antoni de Portmany dal quale si assiste ogni sera a spettacolari tramonti.
Da maggio ad ottobre giungono sull'isola produttori e DJ per presentare nuove canzoni e temi di musica house, trance e techno.

Da qualche anno il consiglio dell'isola sta tentando di promuovere Ibiza anche per un turismo più tranquillo e familiare, con disposizioni per i club di chiudere alle 6 del mattino e che tutti i nuovi hotel siano dei 5 stelle Ibiza infatti gode anche di numerose spiagge poco conosciute come quelle che si estendono nel lato settentrionale dell'isola adatte a un turista più tranquillo in cerca di relax. Inoltre, sempre sul lato a nord dell'isola si possono ammirare piccoli centri caratterizzati dal classico stile catalano.

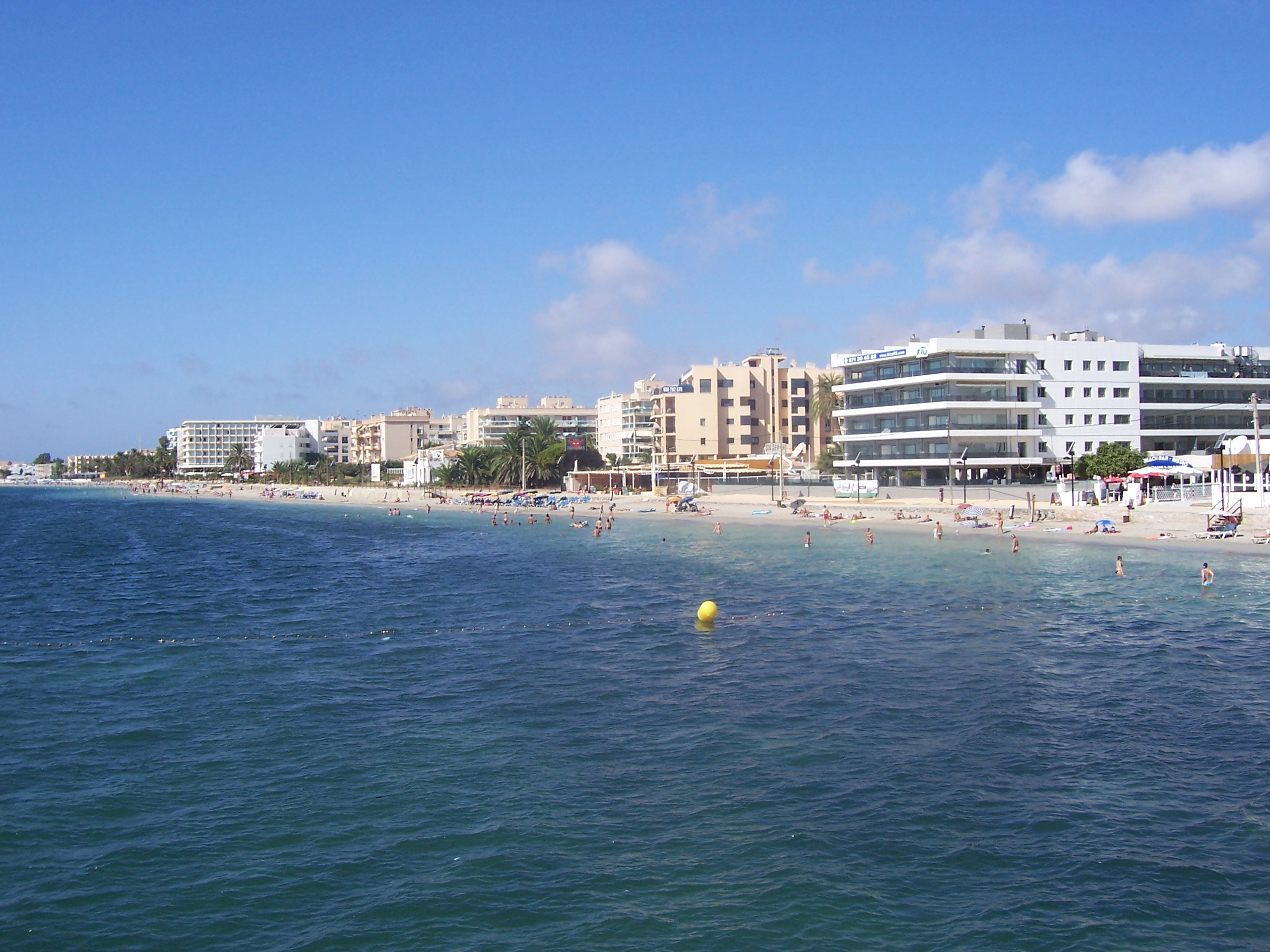
Lungomare di Platja d'en Bossa

### Spiagge

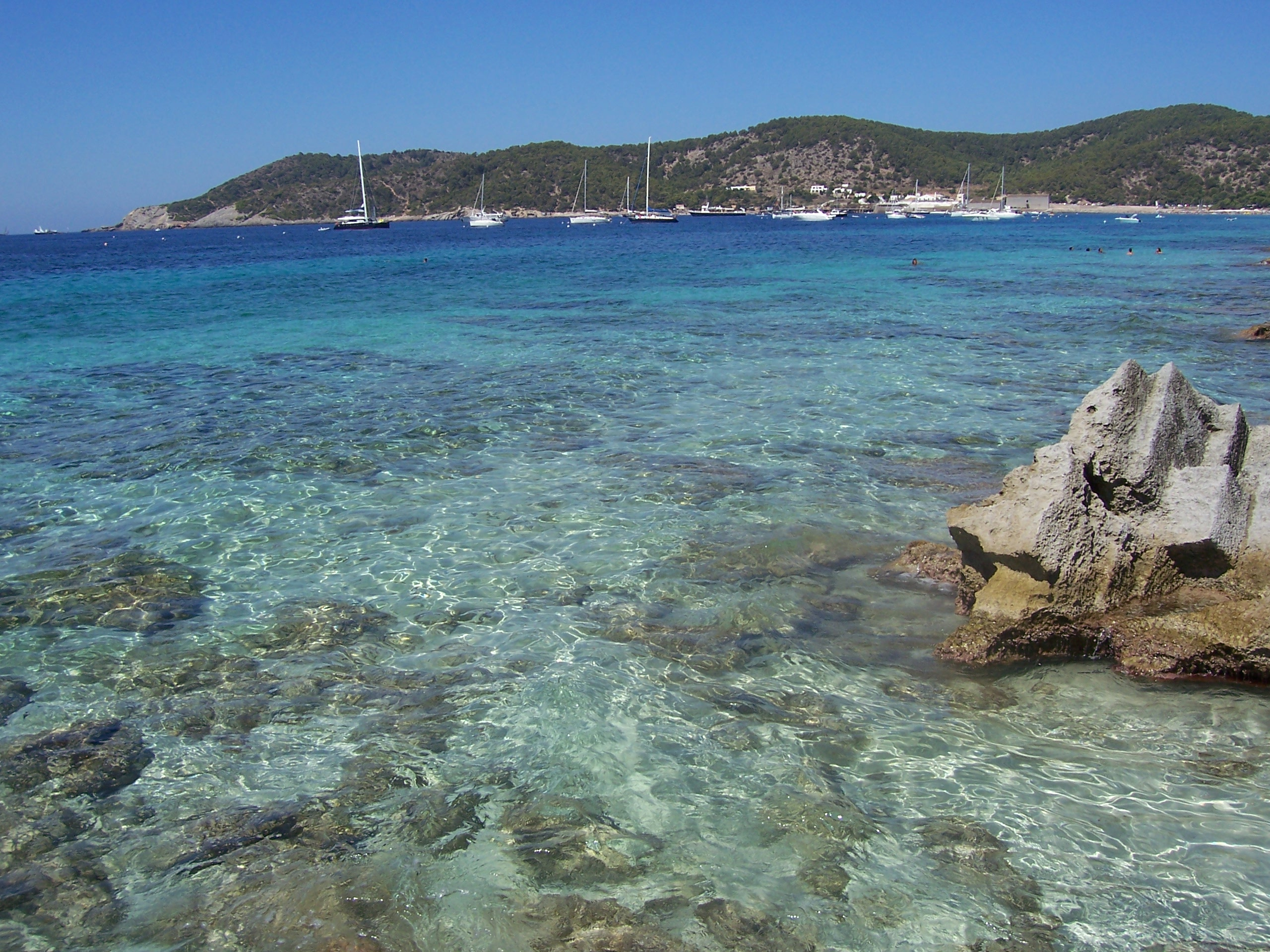
Ses Salinas

Tra le spiagge più belle di Ibiza ricordiamo:
- Cala Conta (o Cala Compte): situata nelle vicinanze della seconda città dell'isola, Sant Antoni.
- Cala Bassa: nella parte ovest dell'isola, acque basse e trasparenti, adatte anche ai bambini, dove godere la vista di Sant Antoni in lontananza, con il suo monte che ricorda vagamente il Pan di Zucchero brasiliano. Circondata da una bella pineta, come molte delle altre spiagge.
- Cala Portinax: a nord est dell'isola.
- Cala Llonga: si trova in una posizione di grande interesse paesaggistico ed è ideale per persone a cui piace il silenzio e la tranquillità, adatta anche per giovani sportivi in cerca di divertimenti acquatici. Si trova all'interno di una profonda insenatura aperta a est ed è circondata da alte montagne che danno vita a coste molto scoscese.
- Cala Tarida: costituita di sabbia bianca e fine ma anche di roccia nelle sue parti più alte limitatamente ai bordi presenta piccoli isolotti che formano insieme uno scenario molto suggestivo. Ha bei fondali marini anche se sono per lo più sabbiosi e poco profondi consigliati per gli appassionati di immersioni subacquee.
- Platja d'en Bossa: è una delle spiagge più lunghe di Ibiza e ricade per circa settecento metri nel territorio di Ibiza e per la restante parte nel comune di Sant Josep. Non particolarmente bella rispetto all'acqua, ma frequentata soprattutto perché caratterizzata dalla presenza, tutto il giorno, di musica e feste nelle decine di bar lungo la spiaggia risulta essere la più affollata e con la maggiore presenza di giovani.
- Talamanca: con i suoi 900 metri è la spiaggia più lunga di Ibiza e si trova al di là del porto, nella parte orientale della città. È una delle più organizzate dal punto di vista dei servizi ed è il luogo ideale per chi ama praticare dello sport, specie per i principianti della vela. Vi si può arrivare anche tramite barca dal porto di Ibiza.

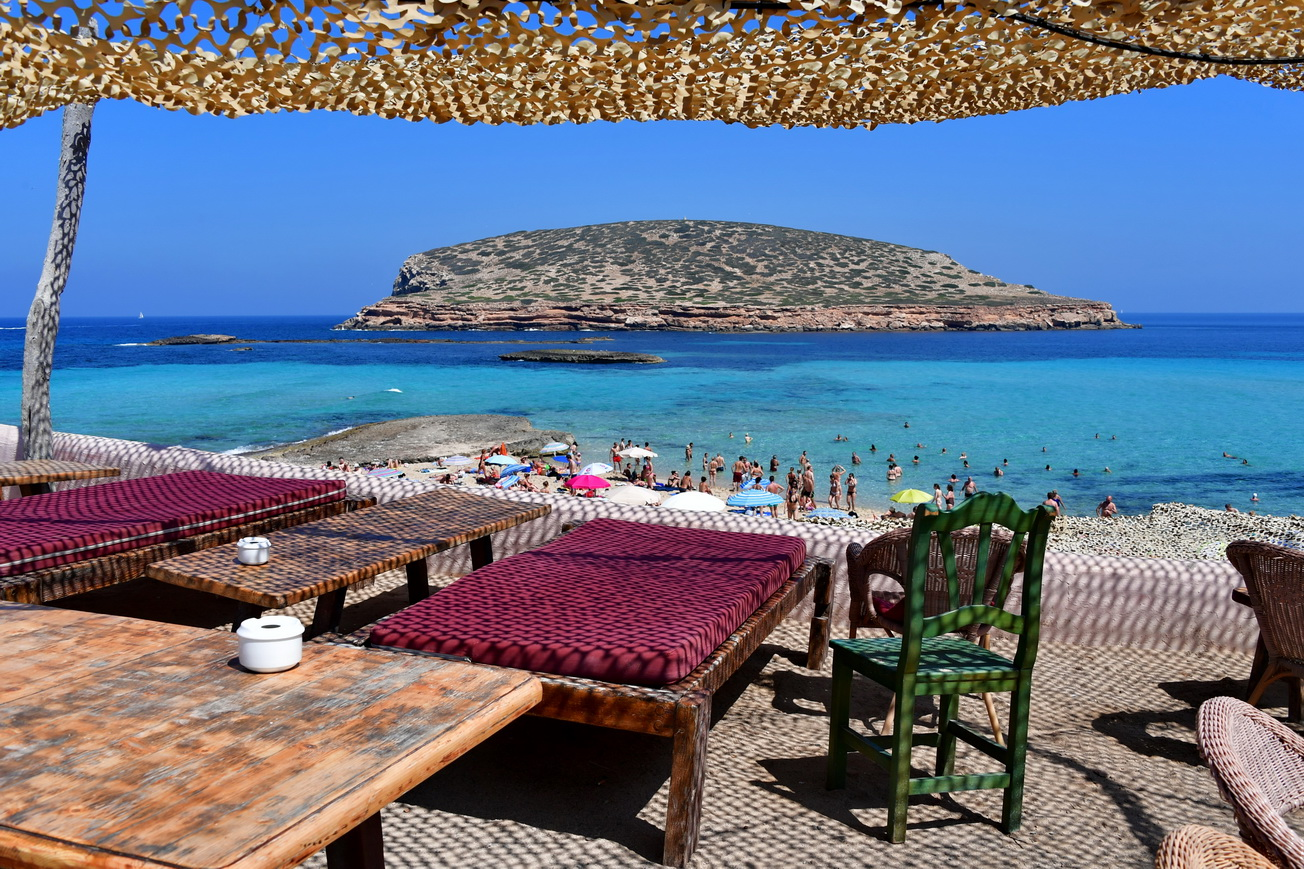
Platja de Comte

- Ses Salines: spiaggia molto panoramica ed estesa appartiene insieme agli isolotti di Es Freus e dall'isola di Formentera a un parco naturale protetto. La spiaggia di sabbia bianca fine è circondata da pini e conifere. Acque trasparenti e molto basse.

## Automobili
- L'isola ha dato il nome a una nota vettura del gruppo automobilistico SEAT.

## Galleria d'immagini

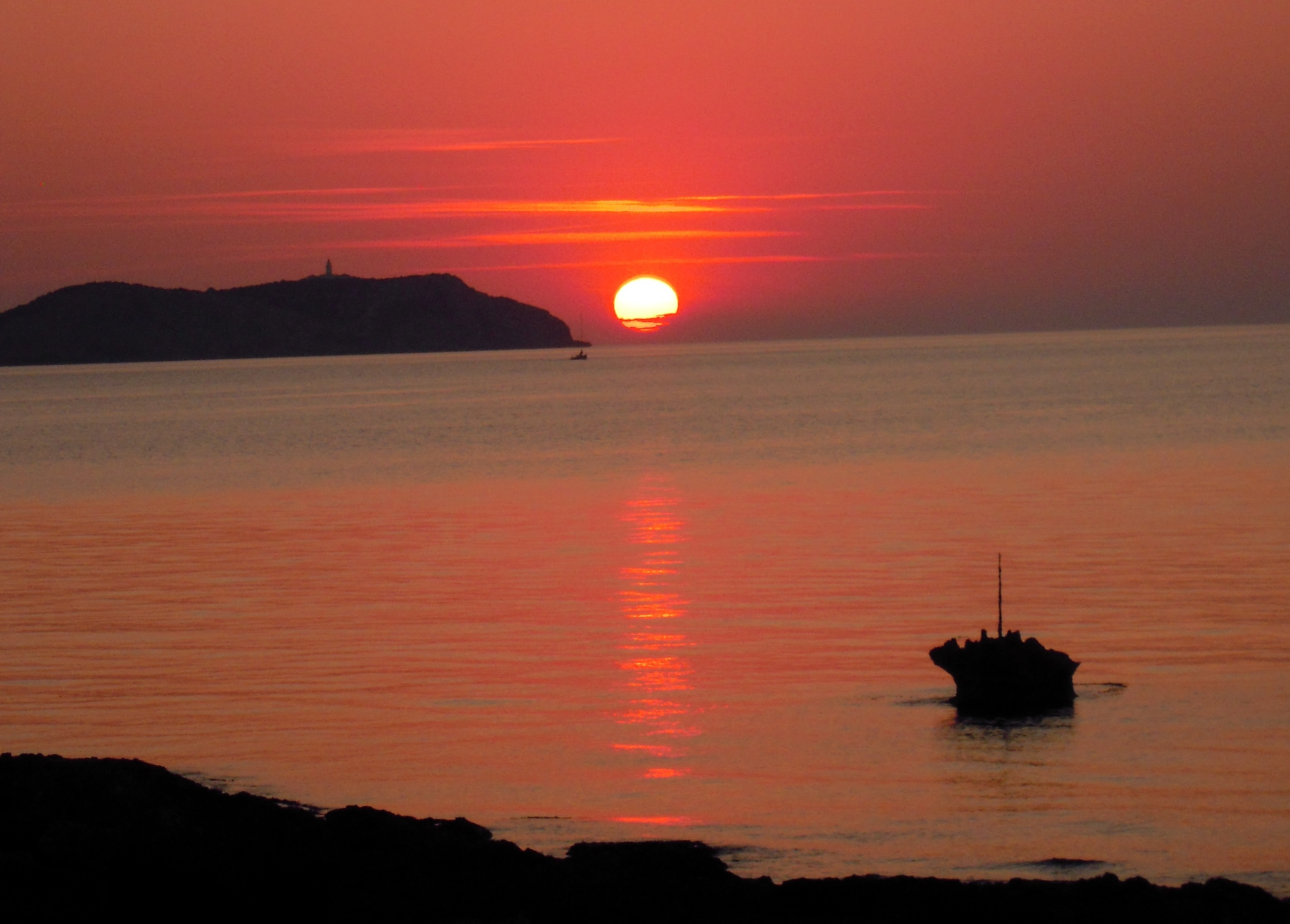
Tramonto davanti alla baia di Sant Antoni
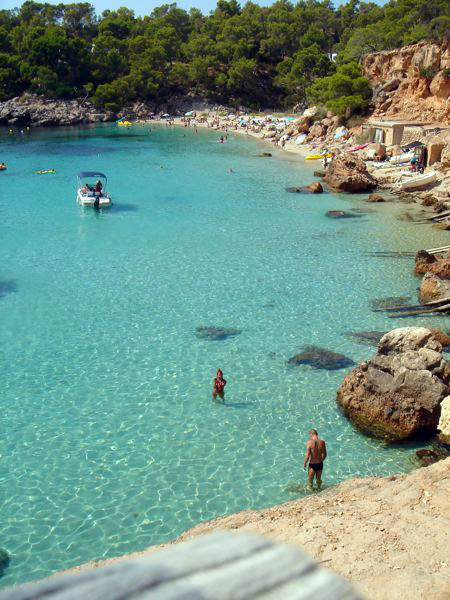
Eivissa, Cala Salada, a nord di Sant Antoni de Portmany
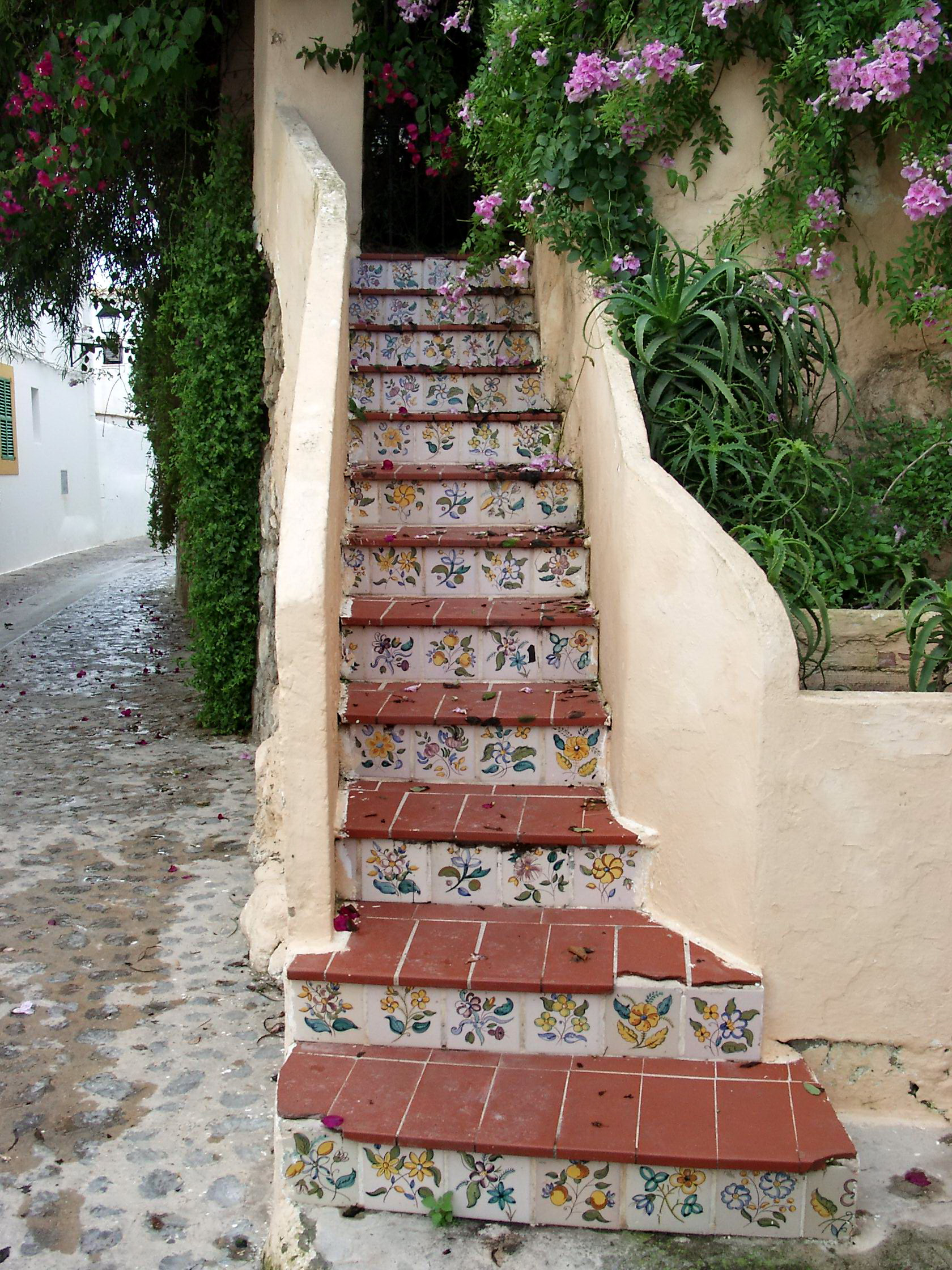
Scala a Ibiza
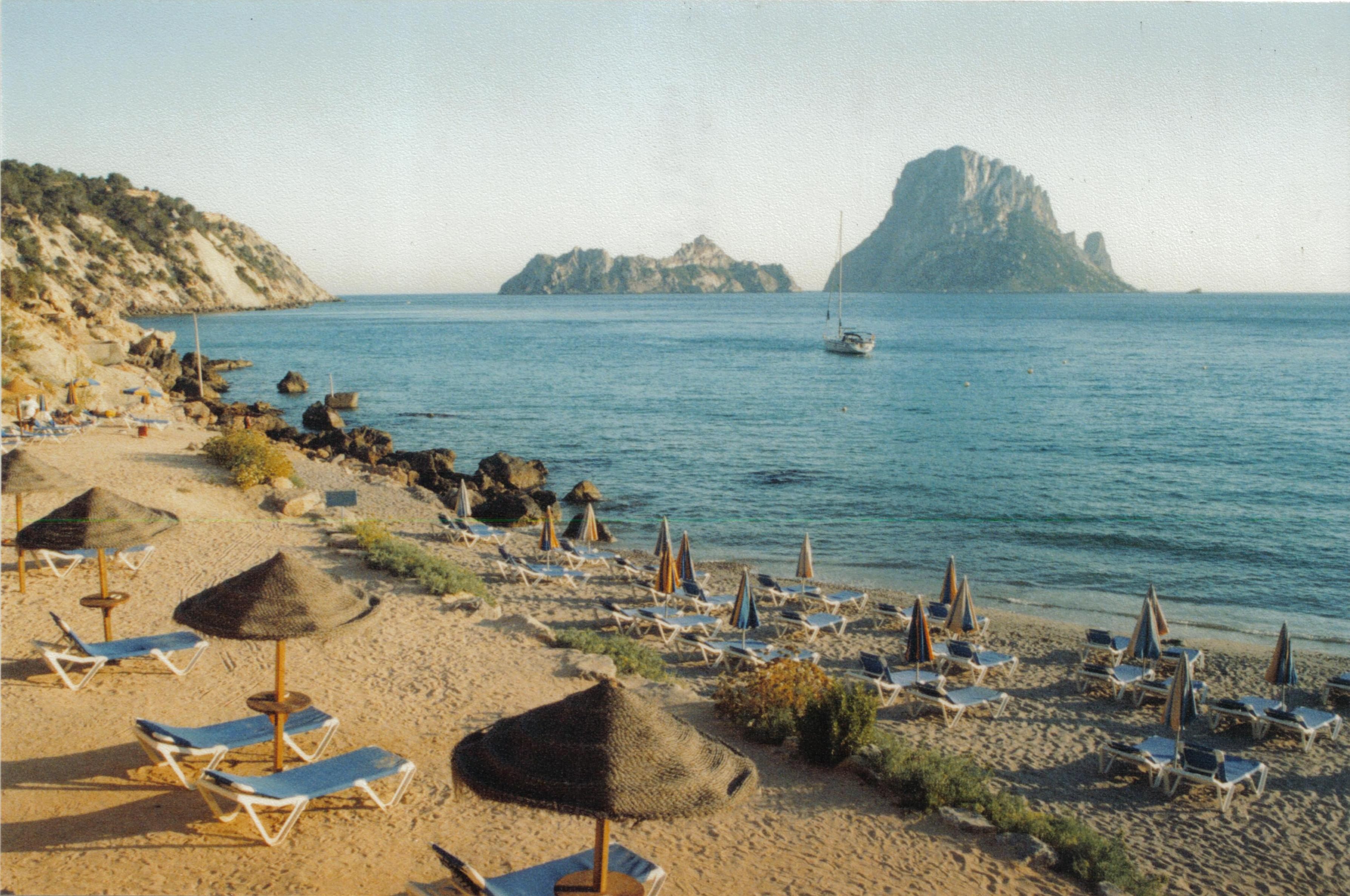
Cala d'Hort, Ibiza
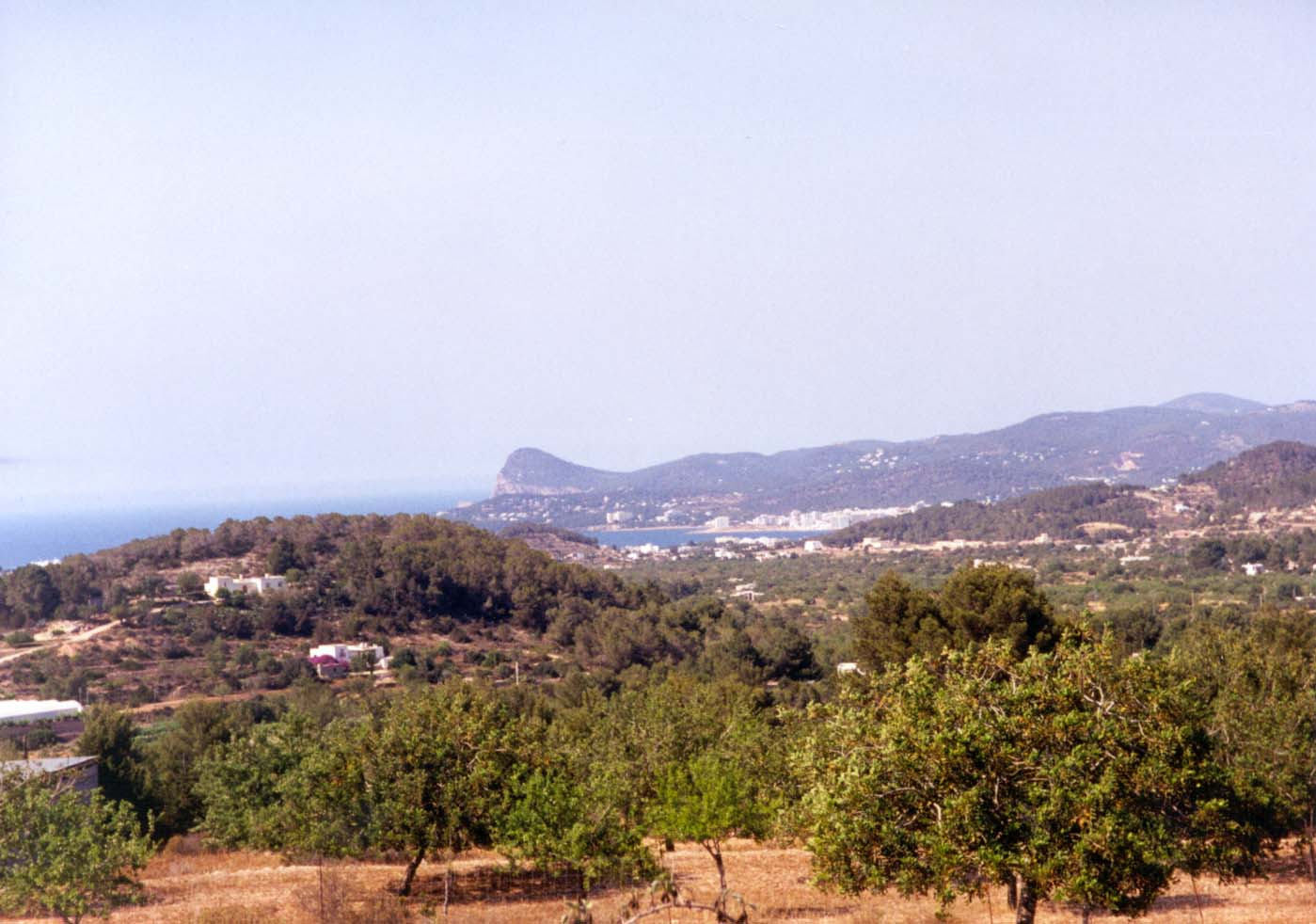
Sant Antoni de Portmany da lontano
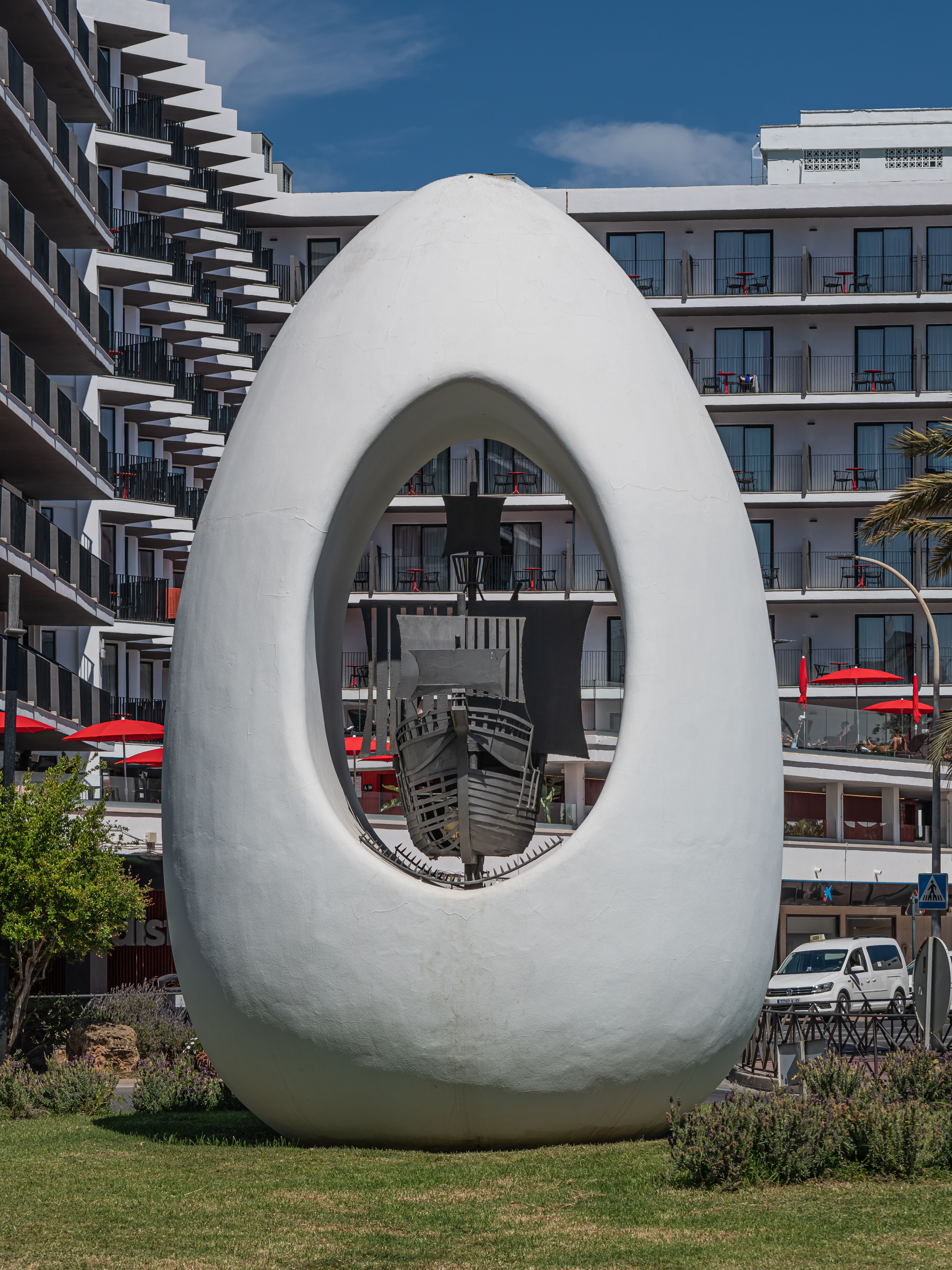
L'uovo di Colombo a Sant Antoni
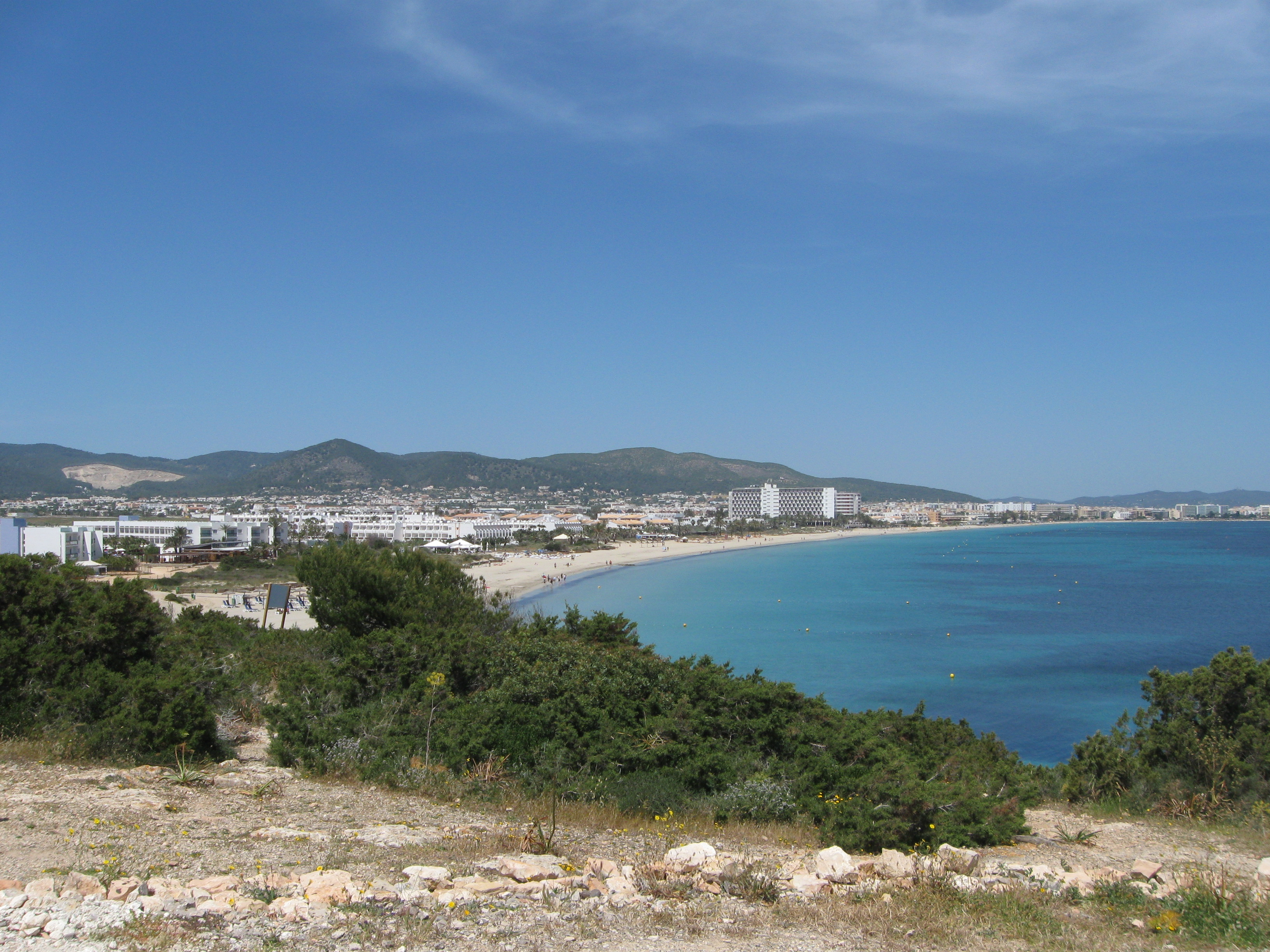
La Platja d'en Bossa guardando a nord verso la città di Ibiza
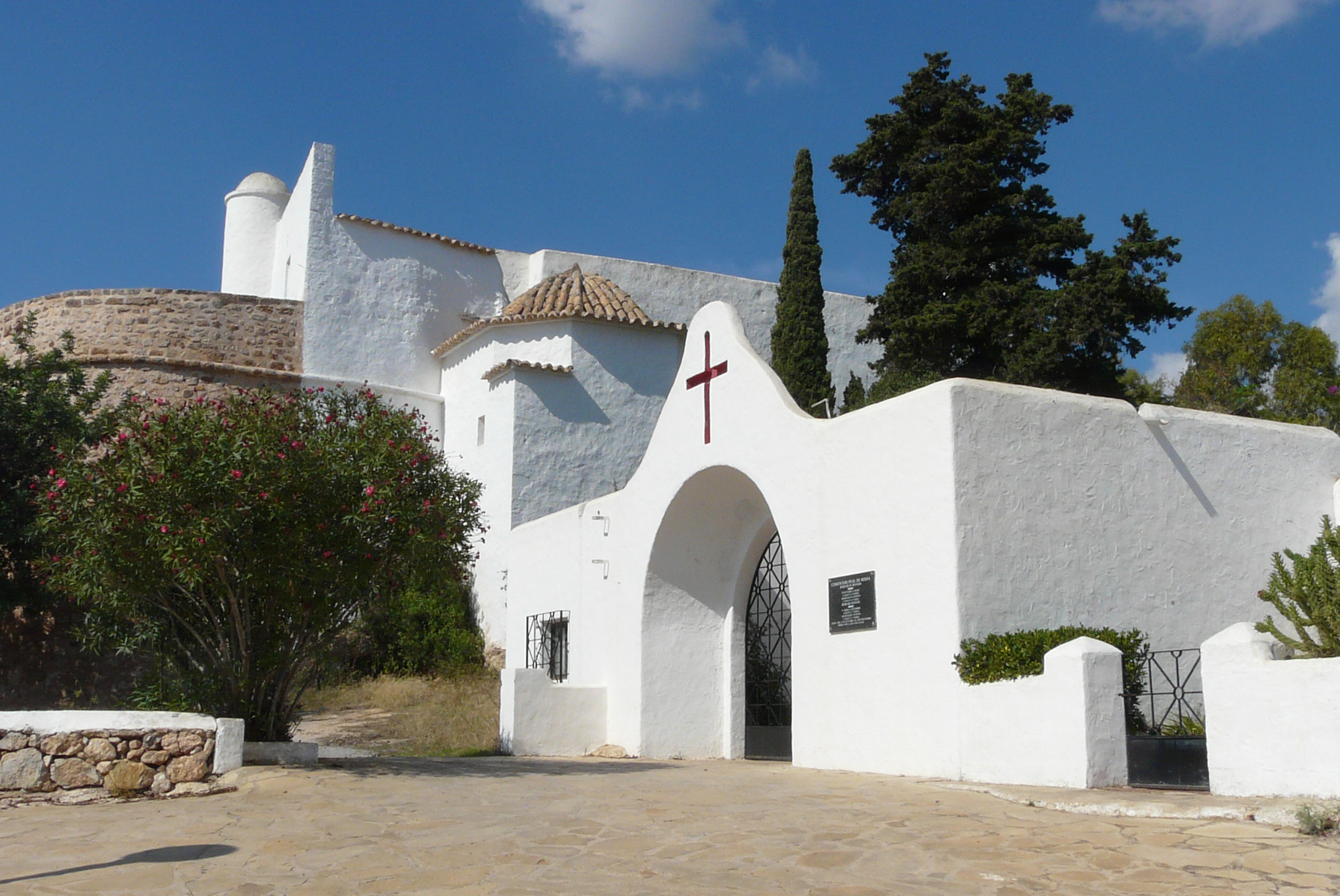
Puig de Missa in Santa Eulària
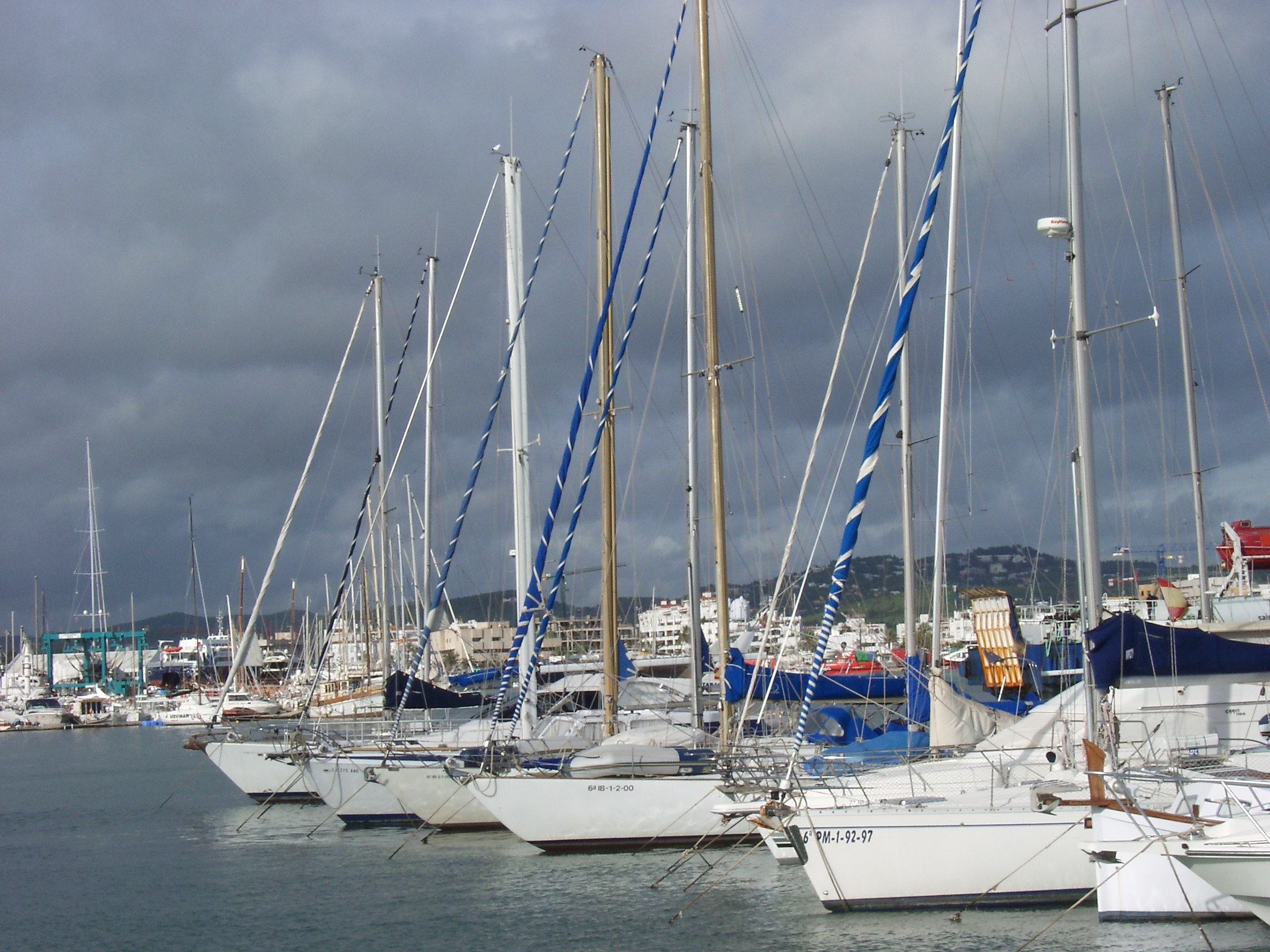
Marina di Santa Eulària des Riu
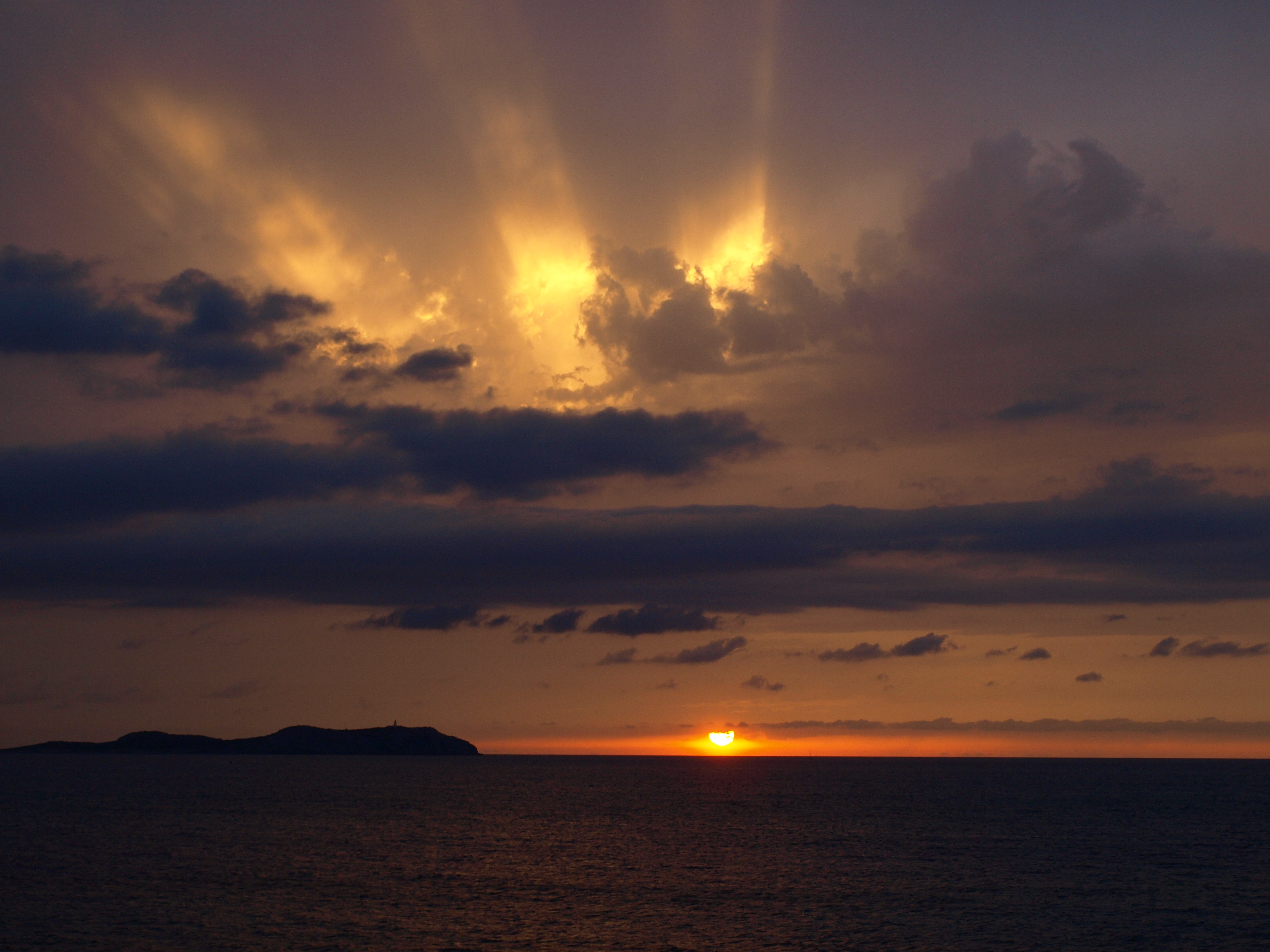
Tramonto a San Antonio
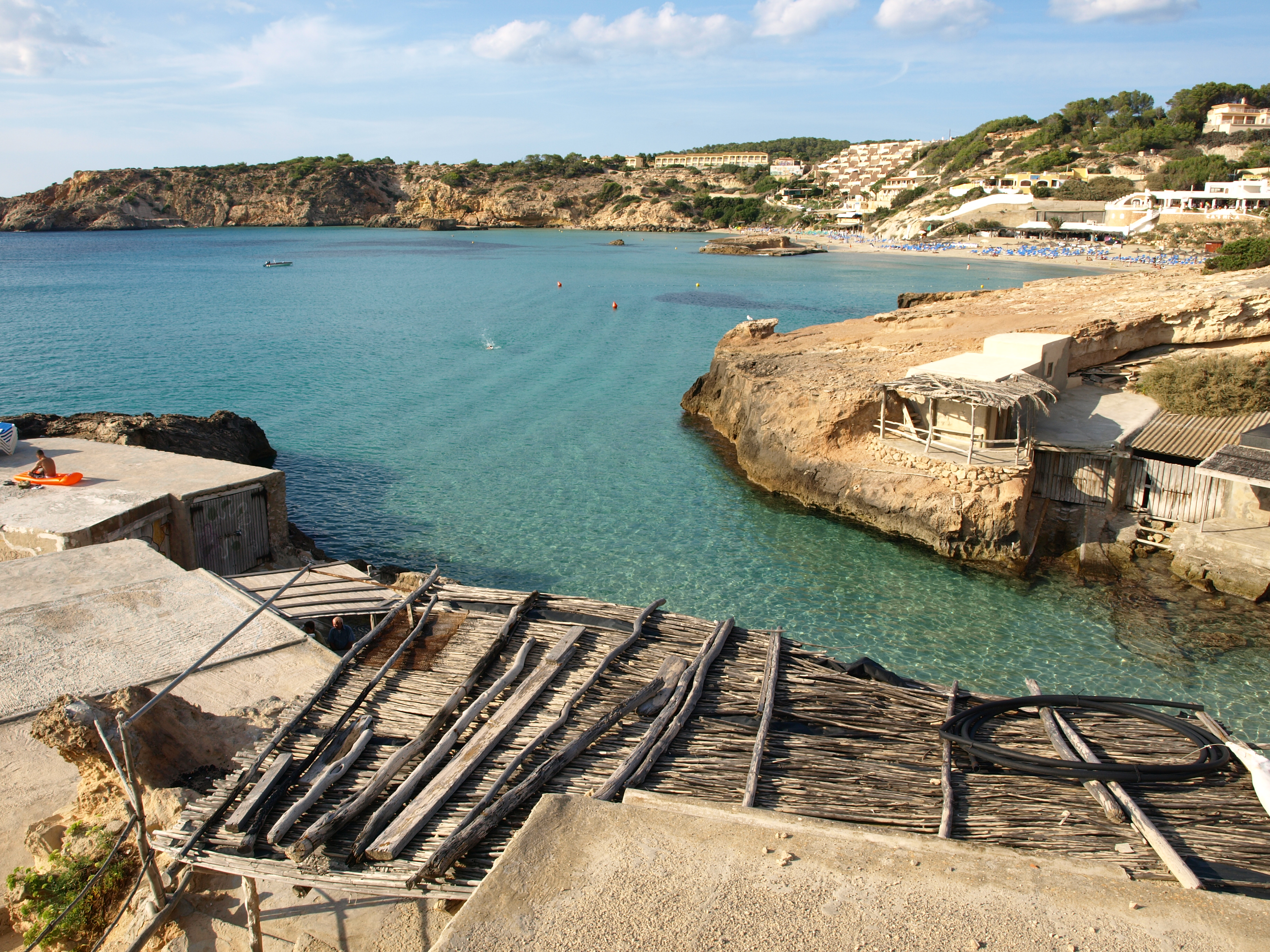
Cala Tarida
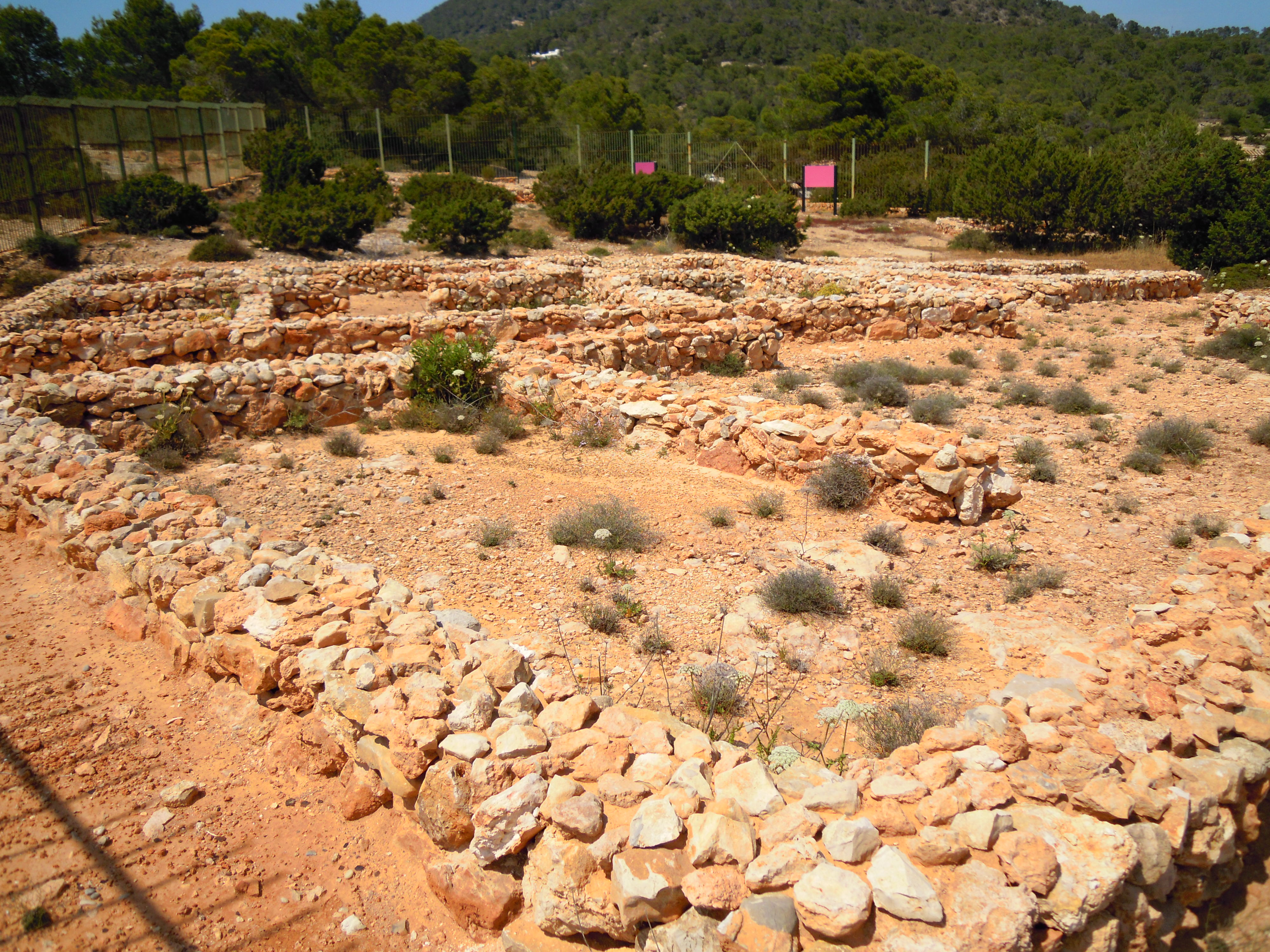
Insediamento fenicio sul promontorio di Sa Caleta